# Maarija Mikiver
Maarija Mikiver (* 12. Januar 1987 in Tallinn) ist eine estnische Fußballspielerin.
Mikiver spielt aktuell beim estnischen Frauenfußballverein JK FC Flora Tallinn und wurde bisher zweimal für Nationalmannschaft Estlands eingesetzt. Außerdem wurde sie 2009 in fünf Spielen bei der FISU Universiade 2009 eingesetzt.